# Competència en el coneixement i la interacció amb el món físic
La competència en el coneixement i la interacció amb el món físic és una de les competències bàsiques recollides per la Llei Orgànica d'Educació com a objectius de totes les àrees del currículum educatiu. Suposa la capacitat d'entendre l'entorn immediat, orientar-se en ell, reconèixer les seves característiques i possibilitats d'anàlisi i com es pot relacionar cada subjecte amb aquest entorn. Les persones amb una forta intel·ligència naturalista o capacitat espacial segons la teoria de les intel·ligències múltiples solen destacar en aquesta competència.